# Nautilocalyx lynchii
Nautilocalyx lynchii är en tvåhjärtbladig växtart som först beskrevs av Joseph Dalton Hooker, och fick sitt nu gällande namn av Thomas Archibald Sprague. Nautilocalyx lynchii ingår i släktet Nautilocalyx och familjen Gesneriaceae. Inga underarter finns listade i Catalogue of Life.